# Luis Ljubetich
Luis Enrique Ljubetich Ayala (Asunción, 27 giugno 1987) è un cestista paraguaiano.

## Carriera
Con il Paraguay ha disputato i Campionati americani del 2013.